# Юй Шумэй
Юй Шумэй (кит. 于 淑梅, родилась 20 октября 1977, в Ляонине, Китай) — китайская биатлонистка.
- Серебряный призёр Чемпионата мира по биатлону.
- 3-кратная чемпионка Азиатских игр по биатлону.

## Общая информация
Юй замужем за солдатом армии Китая, однако супруги не живут вместе из-за того, что их подразделения расквартированы в разных регионах.
В 1996 году у Шумэй из-за обморожения был ампутирован палец на правой ноге.
Китаянка известна как хороший стрелок, но относительно слабый лыжник.

## Спортивная карьера
Уроженка Даляня начала свою биатлонную карьеру в 1994 году.

### Соревнования IBU
Пару лет спустя — в марте 1996 года — Шумэй дебютировала в кубке мира на этапе в словенской Поклюке, причём спринтерская гонка закончилась на третьей позиции. На следующем этапе Юй вновь отлично проводит спринт и финиширует второй (позади словачки Соны Михоковой). Несмотря на участие лишь в четырёх гонках кубка, Шумэй заканчивает сезон 32-й.
В следующем сезоне китаянка сходу доказывает, что не только спринтерские гонки являются её биатлонной специализацией — Шумэй финиширует второй в индивидуальной гонке на этапе в шведском Эстерсунде. Сам сезон, в итоге, проведён весьма стабильно (лишь трижды за сезон китаянка финишировала вне очков, но лишь шесть попаданий в Top10). В том же сезоне Шумэй впервые выступает на чемпионате мира. На окончание кубка мира приходится, как потом выяснилось, лучшая эстафететная гонка сборной Китая, в которой принимает участие уроженка Даляня (представительницы Поднебесной финишируют третьими).
В следующем сезоне Юй удаётся лучше подготовиться к главному старту сезона — Олимпиаде. Турнир не приносит медалей, но Шумэй удаётся дважды финишировать в Top10 в личных гонках и помочь сборной занять седьмое место в эстафете.
Самый крупный успех на чемпионатах мира датируется хольменколленским турниром 2000 года. Китаянка повторяет своё лучшей выступление в индивидуальных гонках и завоёвывает серебряную медаль.
Кубковый сезон-2000/01 становится лучшим в карьере Шумэй — серия плотных хороших результатов приводят к 16-му месту в общем зачёте. На последнем этапе сезона — в норвежском Хольменколлене — Юй одерживает свою первую и последнюю победу в кубке мира, опередив всех соперниц в гонке с общего старта (причём на финише удалось отбить атаки Магдалены Форсберг).
Следующий сезон был проведён слабее — слабее был проведён не только кубок мира, но и завершавшая год Олимпиада (где лучшим результатом стала 20-я позиция в спринте). После Олимпиады Юй прервала карьеру в соревнованиях IBU.
В сезоне-2009/10 Шумэй без особого успеха провела несколько гонок в кубке IBU.

### Прочие соревнования
Юй более чем успешно представляла Китай в биатлонном соревновании зимних Азиатских игр. На трёх турнирах китаянка попадала в медали, выиграв три золотые медали.

## Сводная статистика

### Сезоны кубка мира
| Сезон     | ОЗ   | ИГЗ  | СЗ   | ГПЗ  | МСЗ  |
| --------- | ---- | ---- | ---- | ---- | ---- |
| 1995/96   | 32-я | н/д  | н/д  | н/д  | н/д  |
| 1997/98   | 21-я | н/д  | н/д  | н/д  | н/д  |
| 1998/99   | 37-я | н/д  | н/д  | н/д  | н/д  |
| 1999/2000 | 25-я | н/д  | н/д  | н/д  | н/д  |
| 2000/01   | 16-я | 8-я  | 15-я | 30-я | 8-я  |
| 2001/02   | 36-я | 51-я | 31-я | 32-я | 32-я |

### Лучшие гонки в кубке мира
| Дисциплина           | Место проведения   | Сезон     | Результат |
| -------------------- | ------------------ | --------- | --------- |
| Индивидуальная гонка | Эстерсунд          | 1996/97   | 2-я       |
| Индивидуальная гонка | Хольменколлен (ЧМ) | 1999/2000 | 2-я       |
| Спринт               | Хохфильцен         | 1996/96   | 2-я       |
| Гонка преследования  | Эстерсунд          | 1999/2000 | 4-я       |
| Масс-старт           | Хольменколлен      | 2000/01   | 1-я       |

### Эстафетные гонки за сборную
| Данные    | Данные         | Данные     | Данные            | Данные | Данные   | Данные    |
| Сезон     | Соревнование   | Дисциплина | Место проведения  | Этап   | Стрельба | Результат |
| --------- | -------------- | ---------- | ----------------- | ------ | -------- | --------- |
| 1996/97   | Кубок мира     | Эстафета   | Эстерсунд         | 1-й    | 0        | 6-й       |
| 1996/97   | Кубок мира     | Эстафета   | Хольменколлен     | 1-й    | 0        | 9-й       |
| 1996/97   | Кубок мира     | Эстафета   | Разун-Антерсельва | 2-й    | 0        | 8-й       |
| 1996/97   | Чемпионат мира | Эстафета   | Осрблье           | 1-й    | 0        | 13-й      |
| 1996/97   | Кубок мира     | Эстафета   | Нагано            | 1-й    | 0        | 3-й       |
| 1997/98   | Олимпиада      | Эстафета   | Нагано            | 1-й    | 1+0      | 7-й       |
| 1998/99   | Кубок мира     | Эстафета   | Осрблье           | 1-й    | 3+0      | 7-й       |
| 1998/99   | Кубок мира     | Эстафета   | Лейк-Плэсид       | 4-й    | -        | НФ        |
| 1999/2000 | Кубок мира     | Эстафета   | Хохфильцен        | 1-й    | 2+0      | -         |
| 1999/2000 | Кубок мира     | Эстафета   | Поклюка           | 4-й    | -        | -         |
| 1999/2000 | Кубок мира     | Эстафета   | Оберхоф           | 1-й    | 5+2      | -         |
| 1999/2000 | Кубок мира     | Эстафета   | Рупольдинг        | 4-й    | 1+0      | 10-й      |
| 1999/2000 | Кубок мира     | Эстафета   | Разун-Антерсельва | 1-й    | 3+0      | ДК        |
| 1999/2000 | Чемпионат мира | Эстафета   | Хольменколлен     | 4-й    | -        | -         |
| 2000/2001 | Кубок мира     | Эстафета   | Разун-Антерсельва | 1-й    | 3+0      | 5-й       |
| 2000/2001 | Кубок мира     | Эстафета   | Разун-Антерсельва | 1-й    | 2+0      | 7-й       |
| 2000/2001 | Кубок мира     | Эстафета   | Рупольдинг        | 1-й    | 4+1      | 9-й       |
| 2000/2001 | Кубок мира     | Эстафета   | Разун-Антерсельва | 1-й    | 2+0      | 11-й      |
| 2000/2001 | Чемпионат мира | Эстафета   | Поклюка           | 2-й    | 2+0      | 10-й      |
| 2001/2002 | Кубок мира     | Эстафета   | Поклюка           | 1-й    | 6+2      | 12-й      |
| 2001/2002 | Кубок мира     | Эстафета   | Рупольдинг        | 1-й    | 2+0      | 8-й       |
| 2001/2002 | Кубок мира     | Эстафета   | Разун-Антерсельва | 4-й    | 1+0      | 4-й       |
| 2001/2002 | Олимпиада      | Эстафета   | Солт-Лейк-Сити    | 1-й    | 3+0      | 13-й      |

### Выступления на чемпионатах мира и Олимпиадах
| Сезон | ИГ   | СГ   | ГП   | МС   | КЭ   | СЭ |
| ----- | ---- | ---- | ---- | ---- | ---- | -- |
| 1997  | 56-я | 50-я | -    | -    | 13-я | -  |
| 1998  | 9-я  | 5-я  | -    | -    | 7-я  | -  |
| 2000  | 2-я  | 22-я | 10-я | 15-я | Круг | -  |
| 2001  | 17-я | 34-я | 34-я | 17-я | 10-я | -  |
| 2002  | 46-я | 20-я | 44-я | -    | 13-я | -  |